# Miles Robbins
Miles Guthrie Tomalin Robbins (nascut el 4 de maig de 1992) és un actor nord-americà.

## Vida personal i educació
Miles Guthrie Tomalin Robbins va néixer el 4 de maig de 1992 a la ciutat de Nova York.
És fill dels actors Tim Robbins i Susan Sarandon. La seva mitja germana és l'actriu Eva Amurri, i el seu germà gran és el director Jack Henry Robbins.

## Carrera
A The X-Files, Robbins va interpretar a William, el fill adolescent de Dana Scully i Fox Mulder.
Robbins va tenir petits papers a My Friend Dahmer, i Mozart in the Jungle, i com a Dee Dee Ramone a The Get Down.
A la pel·lícula dirigida per Kay Cannon Blockers, Robbins va interpretar a Connor, també conegut com 'The Chef', la cita del ball de graduació de Geraldine Viswanathan que va interpretar la filla de John Cena.
Robbins va aparèixer a Halloween (2018), una seqüela de la pel·lícula del mateix nom de 1978. També va tenir papers en una adaptació cinematogràfica de  Taipei de Tao Lin, i la producció de Chris Morris The Day Shall Come, filmat a la República Dominicana amb Anna Kendrick.
Robbins també ha treballat com a disc jockey. A la seva banda de pop psicodèlic, la Pow Pow Family Band, Robbins va actuar com un personatge anomenat "Milly", una "mestressa de casa descontenta" amb afinitat pels vestits i el pintallavis vermell.

## Filmografia

### Film
| Any  | Títol                 | Paper                   | Notes    |
| ---- | --------------------- | ----------------------- | -------- |
| 1995 | Dead Man Walking      | Noi a l’església        |          |
| 2009 | Possible Side Effects | Chip Hunt               | Telefilm |
| 2009 | The Greatest          | Sean Brewer             |          |
| 2017 | My Friend Dahmer      | Lloyd Figg              |          |
| 2018 | Blockers              | Connor Aldrich/The Chef |          |
| 2018 | Halloween             | Dave                    |          |
| 2018 | High Resolution       | Calvin                  |          |
| 2019 | Daniel Isn't Real     | Luke Nightingale        |          |
| 2019 | The Day Shall Come    | Josh                    |          |
| 2019 | Let It Snow           | Billy                   |          |
| 2020 | Fearless              | Reid                    | Voice    |
| 2023 | Old Dads              | Aspen Bell              |          |
| 2024 | Y2K                   | Nugz                    |          |

### Televisió
| Any       | Títol                | Paper                       | Notes                |
| --------- | -------------------- | --------------------------- | -------------------- |
| 2016–2017 | Webseries            | Miles                       | 4 episodis           |
| 2016–2018 | Mozart in the Jungle | Danny/Eraseface             | 4 episodis           |
| 2017      | The Get Down         | Dee Dee Ramone              | 1 episodi            |
| 2018      | The X-Files          | Jackson Van De Kamp/William | 3 episodis           |
| 2020      | Miracle Workers      | Tristan                     | Dark Ages, 1 episodi |

### Videojocs
| Any  | Títol      | Paper        | Notes                                 |
| ---- | ---------- | ------------ | ------------------------------------- |
| 2022 | The Quarry | Dylan Lenivy | Veu, captura de rendiment i semblança |

## Premis
El 2019 va guanyar el Premi al millor actor al LII Festival Internacional de Cinema Fantàstic de Catalunya pel seu paper a Daniel Isn't Real.